# Incendi de l'Alt Empordà de 1986

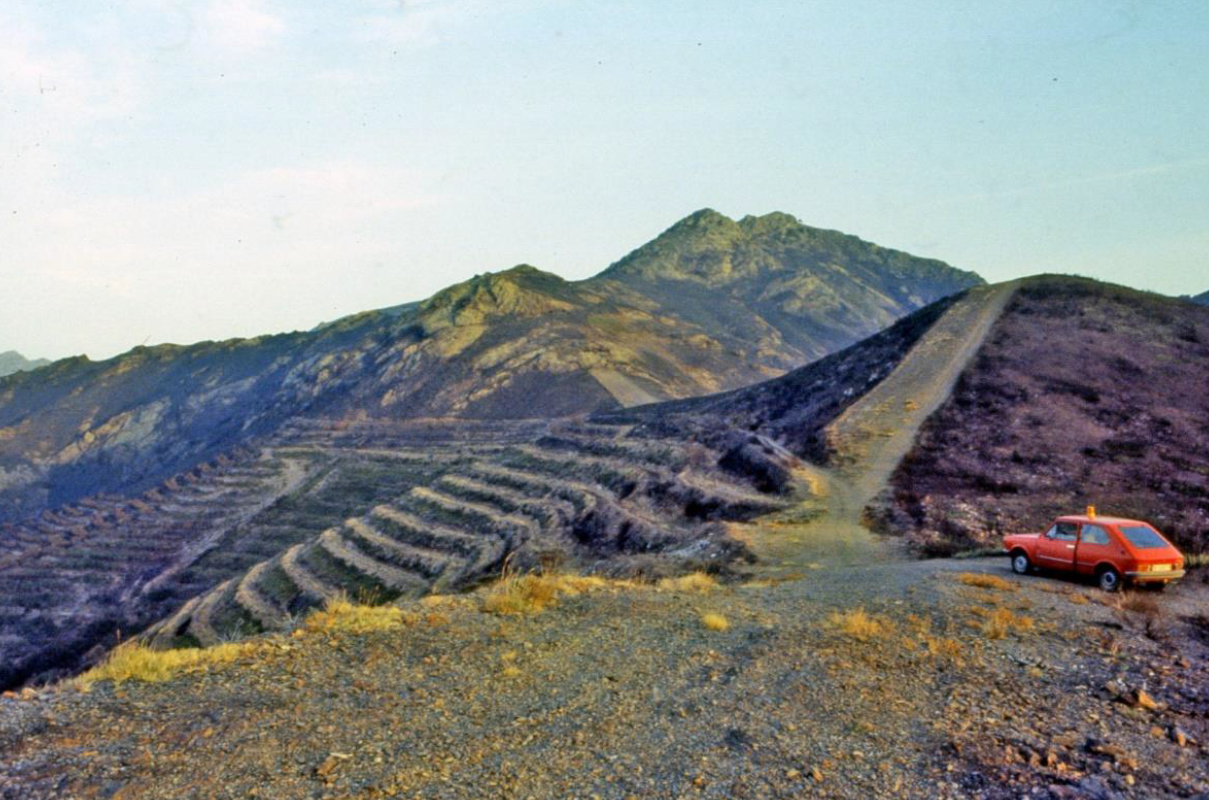
Vista de l'incendi des del Coll de Banyuls el 21 de juliol i mirant al Pic de la Calma, amb la Catalunya del Nord a l'esquerra.

L'incendi de l'Alt Empordà de 1986 va ser un incendi forestal que va tenir lloc en aquesta comarca des del 19 de juliol de 1986 fins a, transcorreguts cinc dies i sis nits, la seua fi 25 de juliol. En total va calcinar més de 19.612 hectàrees de bosc i terreny agrícola de 21 municipis altempordanencs. La serra de l'Albera va quedar completament devastada i implicà l'estavellament d'un dels hidroavions que participaven en les tasques d'extinció. D'aquest episodi aeri en van morir els seus quatre ocupants i contribuí a l'extensió del foc. Es desconeix si l'incendi va ser provocat o no, per bé que s'apunta a negligències.
El foc va començar entre el coll de Panissars i el Pertús i va arribar a tocar Cadaqués, Roses i Figueres. No va penetrar cap als aiguamolls de l'Empordà perquè un petit incendi que havia tingut lloc una setmana abans havia calcinat la zona i va actuar com a tallafocs. La tramuntana —que va arribar a bufar a més de 120 km/h en alguns moments— va contribuir a l'extensió del foc cap al sud. Durant tot el període, l'incendi va tenir més de 80 nuclis de foc i els dispositius d'extinció es van veure superats per la magnitud de la tragèdia.
Les condicions meteorològiques de propagació de l’incendi eren molt desfavorables i hi havia d'altres incendis simultanis a Catalunya. Això feu que, malgrat hi van participar uns 60 vehicles terrestres, 400 bombers i hidroavions espanyols i francesos, els mitjans dedicats a l'extinció fossin molt escassos i que l’incendi es propagués de manera pràcticament lliure durant bona part del temps.

## Estavellament aeri

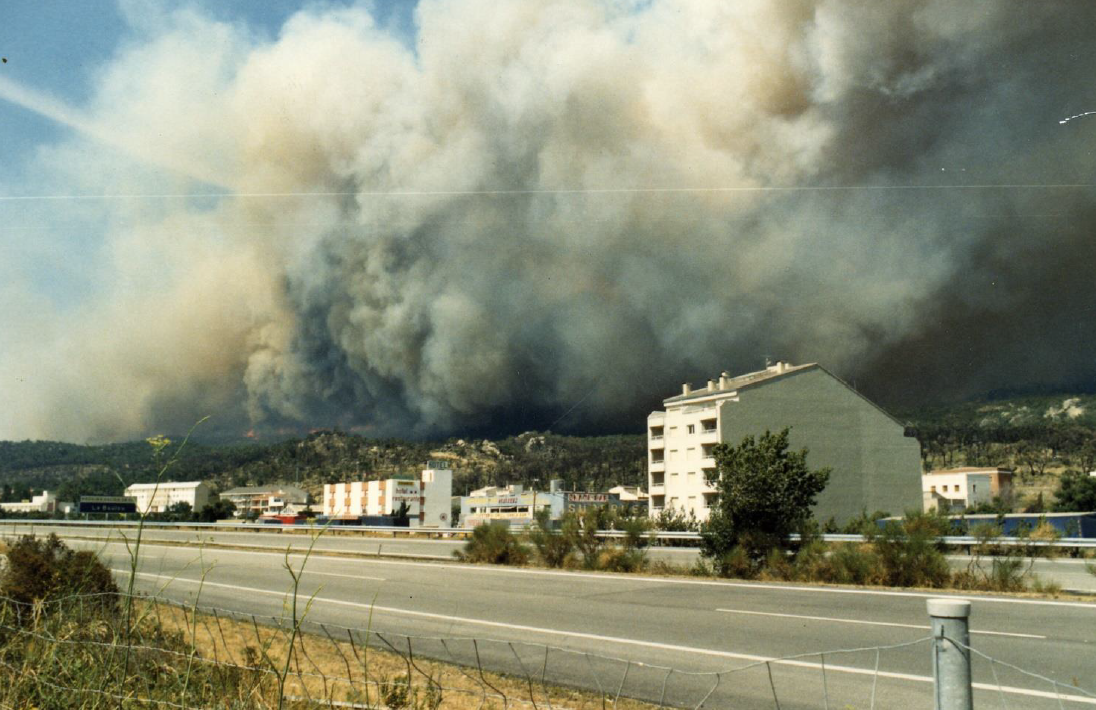
Columna de fum vista des de la Jonquera, hores després que es declarés el foc el 19 de juliol.

Un avió francès model DC-6, que participava en les tasques d’extinció, s'estavellà el 19 de juliol al Puig de les Canals mentre anava de sud a nord durant el primer dia de l'incendi. Hi moriren tots els ocupants. L'explosió va eixamplar el foc pel flanc esquerre i en va afavorir l’obertura. Un parell d’hores més tard, els bombers francesos van travessar la frontera al rescat dels cossos dels pilots; hi accediren per la pista del coll del Pla de l’Arca (Coll de l’Auleda). D’anada i tornada és quan cremà aquella zona d'alzinar on el foc hi va acabar parant sol. Nogensmenys, l’ajuda dels hidroavions francesos que van remullar la zona de la pista perquè els bombers poguessin arribar a l’avió va contribuir a rescatar els cossos i tornar cap a França pel mateix camí.
Paral·lelament, i sense coneixement de l'aixecament de cadàvers per part dels bombers francesos, una comitiva judicial i forense de Figueres, acompanyada de la Guàrdia Civil espanyola, s'apropà al lloc dels fets per també retirar els cossos de les víctimes. Tanmateix, van trobar que els cadàvers ja no hi eren i la ruta per on havien accedit havia quedat envoltada de flames. La comitiva de vehicles amb què anaven, un Renault 4, un Seat 127, un cotxe funerari i un altre judicial, va haver de seguir una pista molt poc transitable i sortir pel Pertús, a la Catalunya del Nord i en jurisdicció francesa.
Les restes de la nau estavellada hi han romàs des de llavors, atès que en el seu moment es va considerar inviable logísticament i econòmica de retirar-lo. A pocs metres s'hi va erigir una placa de marbre virolat com a homenatge a les quatre víctimes: el pilot Jean Pierre Davenat, el copilot Jacques Ogier, el mecànic Roland Denard i l'ajudant Jack Le Bel. Durant uns anys i per tal de celebrar-hi les commemoracions, s'establí una pista forestal d'accés únic per a vehicles tot terreny. Més tard, però, l'espai quedà cobert per rouredes regenerades després de l'incendi i diverses peces i ferralla de l'avió, com és el cas de la darrera hèlice present fins a l'any 2016, foren saquejades. L'espai on s'hi troba l'aeronau passà a ser un atractiu turístic de senderisme i una ruta habitual per als aficionats de les geocerques.